# Języki wschodnioazjatyckie
Języki wschodnioazjatyckie – termin używany w węższym znaczeniu na określenie głównych języków Azji Wschodniej, naznaczonych silnym wpływem klasycznego języka chińskiego, a więc języków:
- chińskiego
- japońskiego
- koreańskiego
- wietnamskiego

W szerszym znaczeniu terminem tym określa się również języki należące do kilku rodzin językowych z Azji Południowo-Wschodniej, w tym m.in. rodzinę chińsko-tybetańską, tajską i austronezyjską.